# Slack (fleuve)
Pour les articles homonymes, voir Slack.
La Slack est un petit fleuve côtier français qui coule dans le département du Pas-de-Calais, dans la région Hauts-de-France et se jette dans la Manche, en y contribuant à alimenter le fleuve marin côtier qui longe les estuaires picards jusqu'au site des deux caps.
Son estuaire fait partie du projet de Parc naturel marin des estuaires picards et de la mer d'Opale (préparé depuis 2008, soumis à enquête publique en 2011 et créé en décembre 2012).

## Géographie
La longueur de son cours d'eau est de 21,8 km.
Elle prend sa source à Hermelinghen au sud-est du mont Binôt (126 m), à 105 mètres d'altitude
La Slack passe à Réty, Rinxent, Marquise, Beuvrequen, Slacket se jette dans la Manche près d'Ambleteuse.

### Communes et cantons traversés
Dans le seul département du Pas-de-Calais, la Slack traverse les dix communes suivantes, de l'amont vers l'aval, de Hermelinghen (source), Hardinghen, Rety, Wierre-Effroy, Rinxent, Beuvrequen, Marquise, Wimille, Wimereux, Ambleteuse (embouchure).
Soit en termes de cantons, la Slack prend source dans le canton de Calais-2, traverse le canton de Boulogne-sur-Mer-1, conflue dans le canton de Desvres, le tout dans les arrondissements de Calais et de Boulogne-sur-Mer, et dans les intercommunalités de Communauté de communes Pays d'Opale, Communauté d'agglomération du Boulonnais, Communauté de communes de la Terre des Deux Caps.

### Bassin versant
La Slack traverse une seule zone hydrographique « Slack » (E510). Les cours d'eau ou fleuves voisins sont au nord la Manche, l'Aa au nord-est, à l'est et au sud-est, le Wimereux au sud, la Manche au sud-ouest, à l'ouest et au nord-ouest.

### Organisme gestionnaire
L'organisme gestionnaire est le SYMSAGEB ou Syndicat mixte pour le schéma d’aménagement et de gestion des eaux du Boulonnais, sis à Saint-Léonard, est devenu un EPTB, le 14 février 2012.

## Affluents

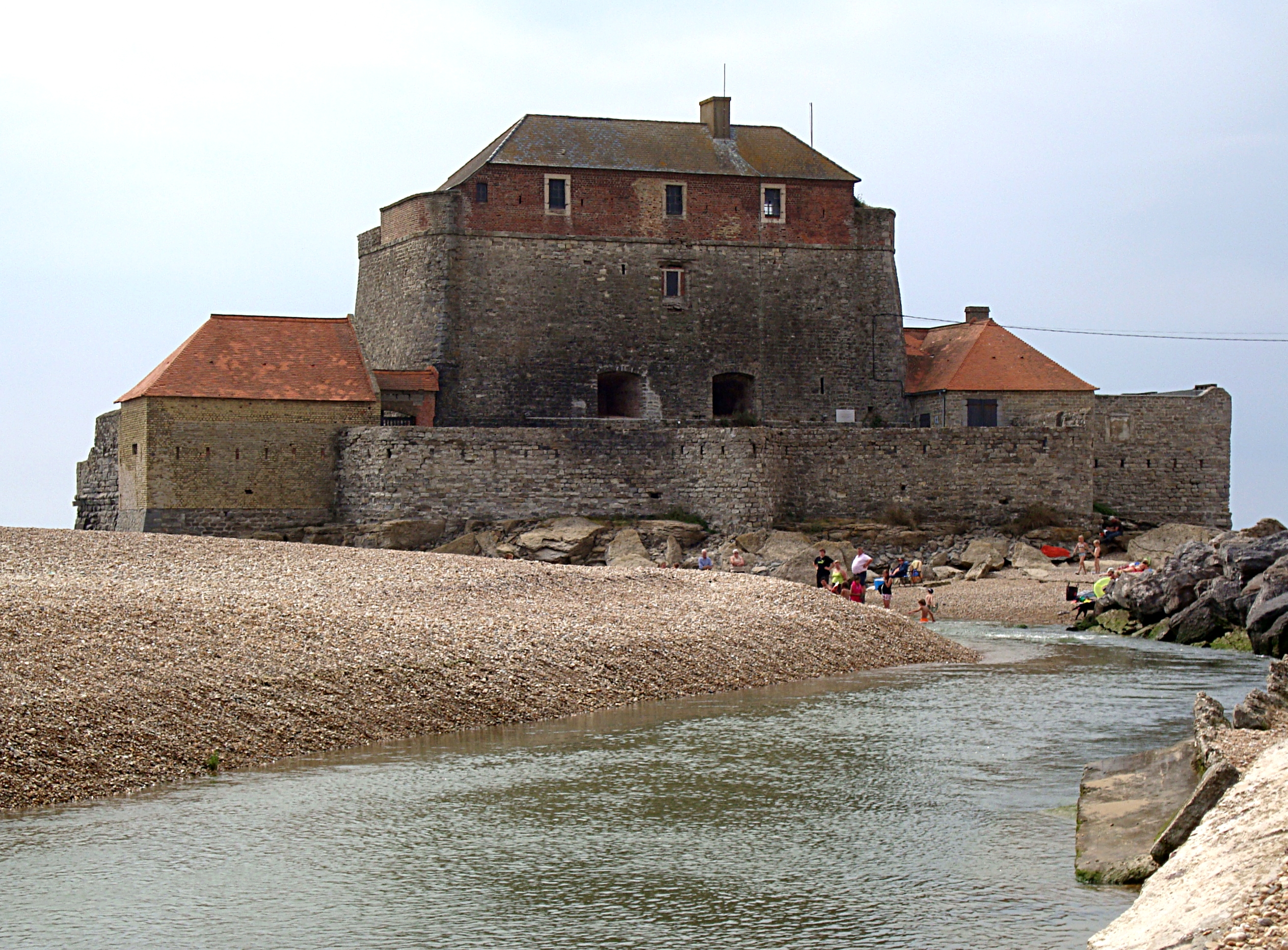
L’embouchure de la Slack et le Fort Mahon à Ambleteuse.

La Slack a seize tronçons affluents référencés. Son seul principal affluent de plus de dix kilomètres est le ruisseau de Crembreux (rd), 13,3 km avec quatre affluents et rang de Strahler deux.
Les autres affluents de moins de dix kilomètres et de rang de Strahler supérieur à un (avec au moins un affluent) sont :
- le ruisseau de Wacquinghen 6 km avec trois affluents et de rang de Strahler deux.
- le ruisseau de Quelles 5 km avec deux affluents et de rang de Strahler trois.
- la Fausse Rivière (rd), 4,3 km
  - le Blacourt 8,3 km
  - le ruisseau de Bazinghem, 8 km avec cinq affluents et deux sous-affluents, donc de rang de Strahler trois.
- la Grilette 4 km avec deux affluents et de rang de Strahler trois.
- le ruisseau de Rougefort (rd), 4 km avec un affluent et de rang de Strahler deux.
- le Lohen 3 km avec un affluent et de rang de Strahler deux.
- le ? 2 km avec deux affluents et de rang de Strahler deux.
- le ruisseau du Paon (rg), 0 km avec un affluent et de rang de Strahler quatre[note 2].

### Rang de Strahler
Le rang de Strahler de la Slack est donc de cinq par la Fausse Rivière ou le ruisseau du Paon.

## Hydrologie

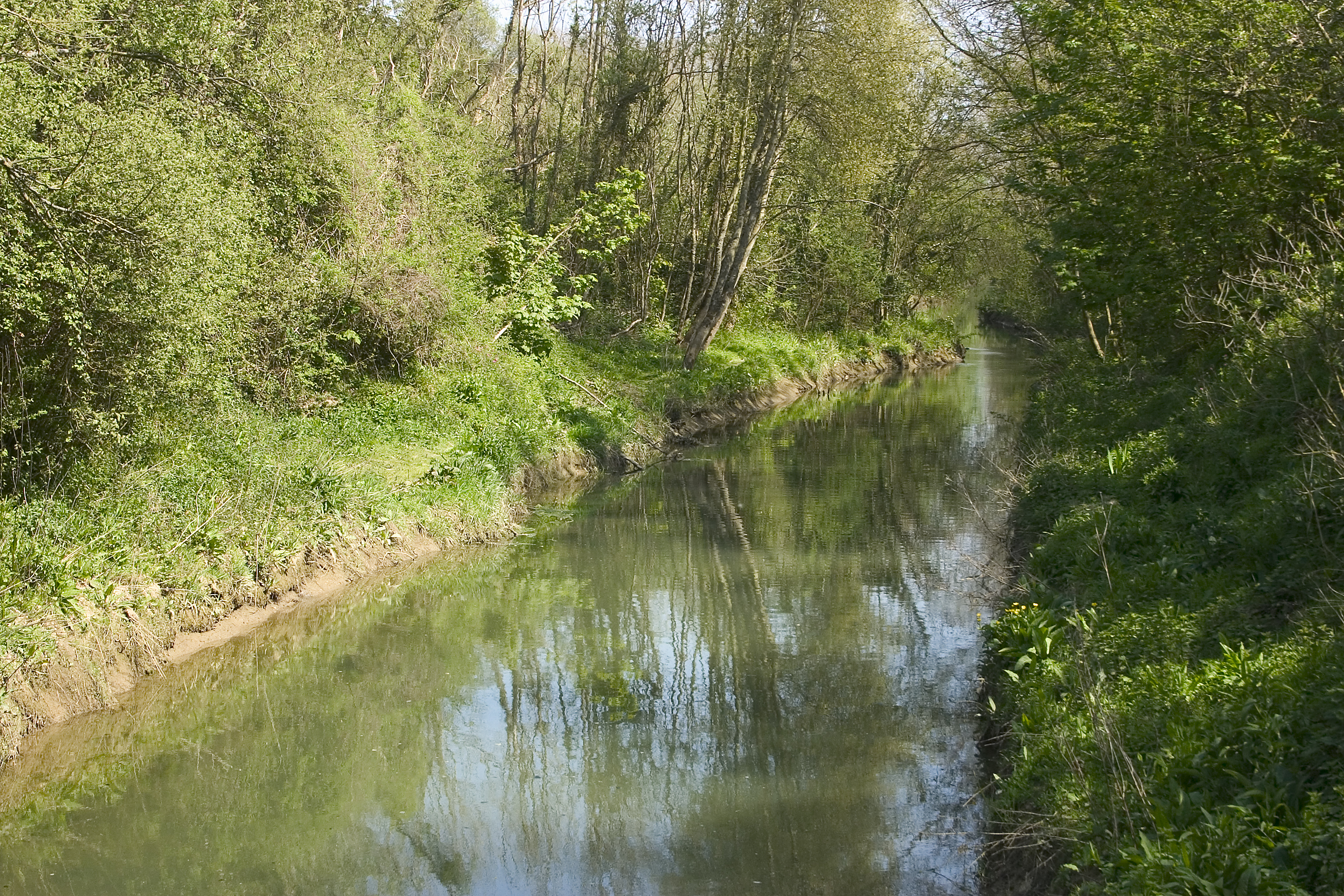
La Slack.

Son régime hydrologique est dit pluvial océanique.

### La Slack à Rinxent
Le débit de la Slack a été observé depuis le 17 janvier 1980 , à Rinxent à 12 m d'altitude. Le bassin versant du cours d'eau y est de 38,4 km2 pour un bassin versant total de 156 km2.
Son débit moyen interannuel que l'on appelle aussi module est de 0,637 m3/s.
La Slack présente des fluctuations de débits assez faibles. Les hautes eaux se trouvent d'octobre à mars inclus, et portent le débit moyen à un niveau qui peut monter de 0,604 à 1,42 m3/s par seconde (le pic étant en décembre) ; et les basses eaux, d'avril à septembre inclus, la baisse du débit moyen peut aller jusqu'à 0,157 m3/s au mois d'août.

### Étiage ou basses eaux
À l'étiage, c'est-à-dire aux basses eaux, le VCN3, ou débit minimal du cours d'eau enregistré pendant trois jours consécutifs sur un mois, en cas de quinquennale sèche s'établit à 0,032 m3/s,.

### Crues
Les crues de la Slack peuvent être importantes. Le QIX 2 est de 14 m3/s tandis que le QIX 5 vaut 19 m3/s, le QIX 10 vaut 22 m3/s, le QIX 20 vaut 25 m3/s et le QIX 50 vaut 29 m3/s. Le QIX 100 n'a pas pu être calculé vu la période d'observation de 41 ans seulement.
Le débit instantané maximal a été enregistré le 18 janvier 2015 à 22 h 20 pour 22,20 m3/s tandis que le débit journalier maximal a été enregistré le 2 novembre 2012 pour 15,90 m3/s. La hauteur maximale instantanée est de 265 cm ou 2,65 m le 19 octobre 1992 vers 4 h 32.

### Lame d'eau et débit spécifique
La lame d'eau écoulée dans le bassin de la Slack atteint 525 millimètres annuellement, ce qui est inférieur à la moyenne d'ensemble de la France. Le débit spécifique (Qsp) est de 16,6 litres par seconde et par kilomètre carré de bassin.
Ce petit fleuve a fait l'objet d'un atlas des zones inondables téléchargeable et d'une carte interactive.

## Aménagements et écologie

### Histoire
Le Fort d'Ambleteuse été construit à l’embouchure de la Slack à la fin du XVIIe siècle par Vauban, sur la commune d’Ambleteuse.

### Écologie, qualité de l'eau
Le cours d'eau reçoit une charge polluante provenant notamment du secteur agricole du sud-est du bassin versant.
Il a été le support d'une étude visant à tester la possibilité d'utiliser des ostracodes comme bio-indicateurs des eaux courantes en comparant les populations de ces organismes avec les données physico-chimiques disponibles et avec la bioindication fournie  par les diatomées d'autre part qui ont fourni une carte présentant six qualités relatives d'eau. Cette étude a montré que la Slack abritait au moins dix-sept espèces d'ostracodes (contre sept connues jusqu'alors dans tout le département du Pas-de-Calais) et que les associations d'ostracodes sont effectivement corrélables avec la qualité de l'eau, certaines espèces étant même de bons indicateurs pour la teneur du milieu en nitrates, en oxygène dissous ou en M.E.S.. Cette étude conclut que les ostracodes pourraient être utiles comme bioindicateurs là où d'autres méthodes ne pourraient être mises en œuvre.
Une autre étude, de l'Université d'Amsterdam, a porté sur la répartition selon l'environnement des amphipodes de la famille des Gammaridae, de la source à l'estuaire .

## Galerie

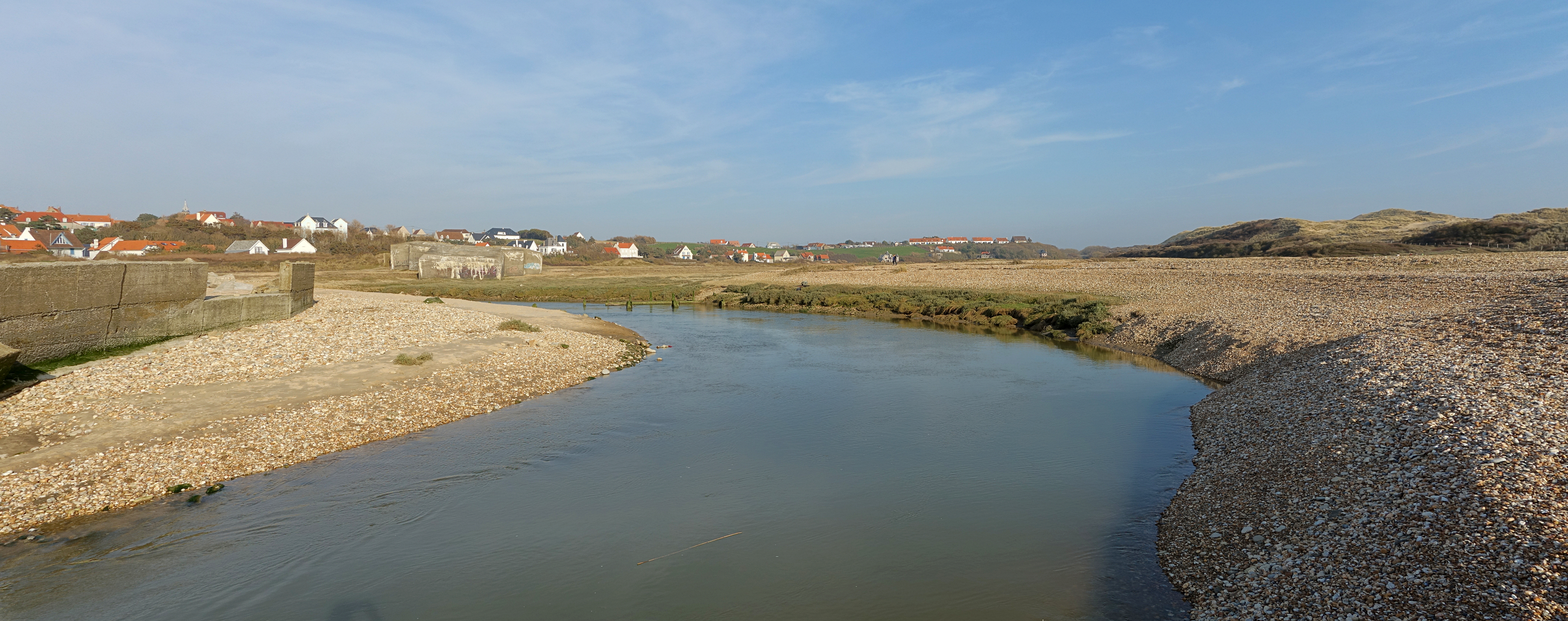
La Slack à Ambleteuse.
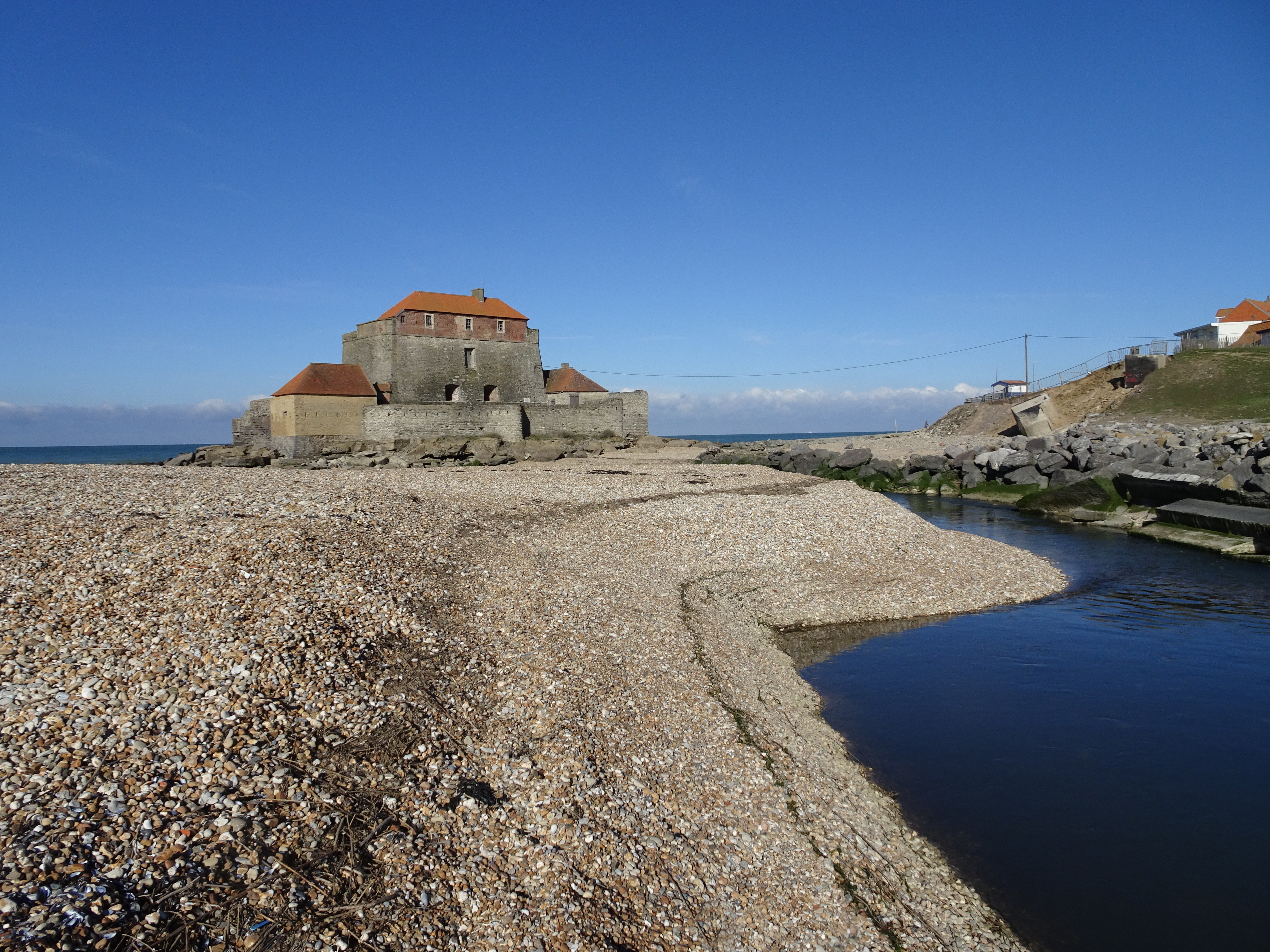
Le Fort Vauban à Ambleteuse.
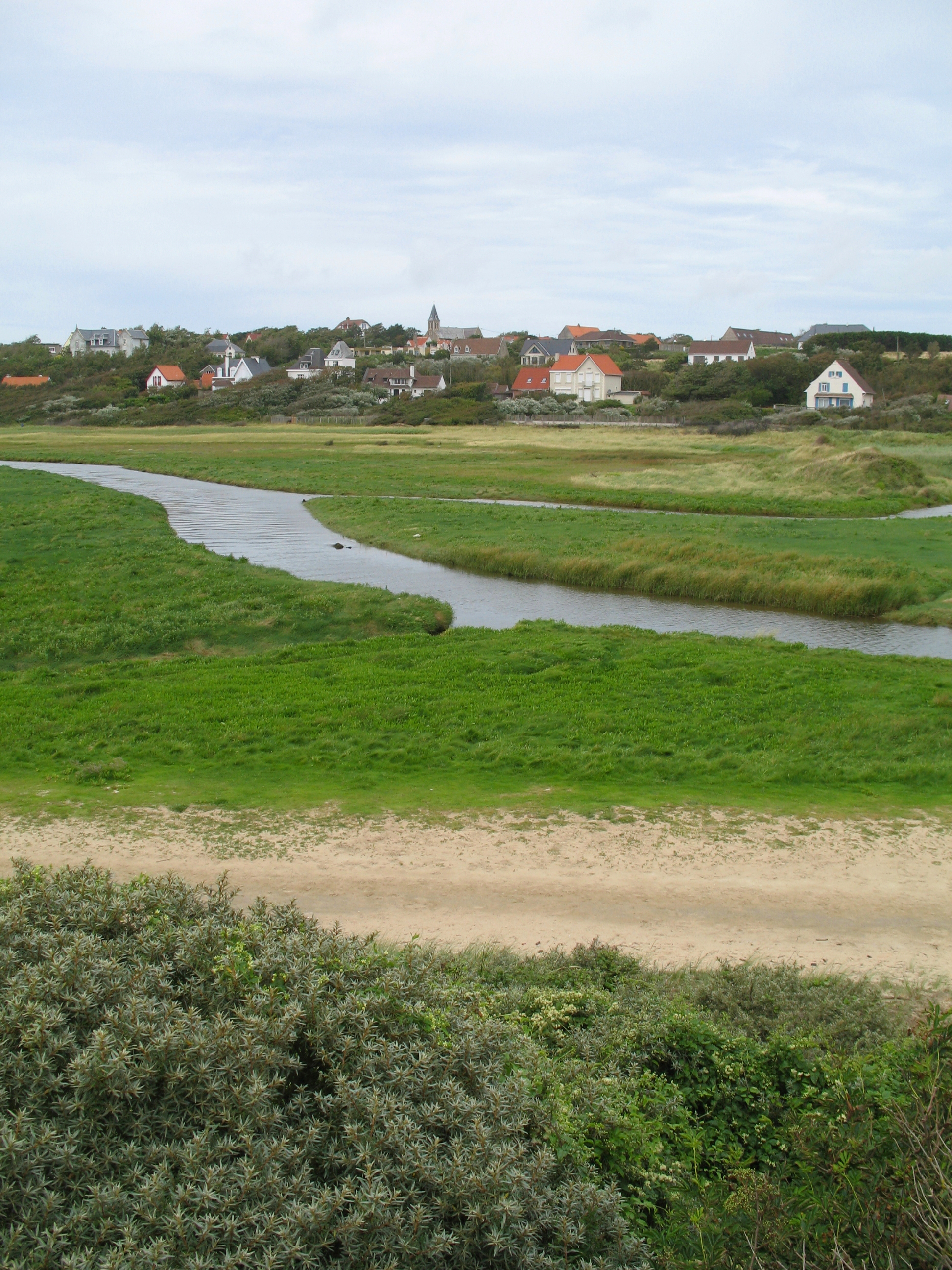
La Slack et le village d'Ambleteuse.